# Hastings (Florida)
Hastings è un comune degli Stati Uniti d'America, situato in Florida, nella Contea di St. Johns.